# Luca Belfiore
Luca Belfiore (18 de enero de 1973) es un deportista italiano que compitió en natación. Ganó una medalla de plata en el Campeonato Europeo de Natación en Piscina Corta de 1996, en la prueba de 4 × 50 m estilos.

## Palmarés internacional
| Campeonato Europeo en Piscina Corta | Campeonato Europeo en Piscina Corta | Campeonato Europeo en Piscina Corta | Campeonato Europeo en Piscina Corta |
| Año                                 | Lugar                               | Medalla                             | Prueba                              |
| ----------------------------------- | ----------------------------------- | ----------------------------------- | ----------------------------------- |
| 1996                                | Rostock (Alemania)                  | Medalla de plata                    | 4 × 50 m estilos                    |